# Fido (Burkina Faso)
Pour les articles homonymes, voir Fido.
Fido est une commune rurale située dans le département de Léo de la province de Sissili dans la région du Centre-Ouest au Burkina Faso.

## Géographie
Fido est située à 5 km au sud-est de Léo.